# Karl Friedrich Robert Schneider
Karl Friedrich Robert Schneider ( 1798 - 1872 ) fue un botánico y farmacéutico alemán.

## Algunas publicaciones

### Libros
- 1864. Germania auf der Wacht: Deutsche Lieder zu Schutz, Trutz und Sangeslust in schwerer Zeit dem deutschen Volk. 280 pp.
- La abreviatura «K.F.R.Schneid.» se emplea para indicar a Karl Friedrich Robert Schneider como autoridad en la descripción y clasificación científica de los vegetales.[2]